# 程正昌
程正昌（英語：Andrew Cherng, 1948年4月—），是一位生於中華民國江蘇省揚州市邗江的华人企业家，熊猫餐饮集团董事长。1949年隨父母定居台灣，1963年再隨父母移民日本，1966年赴美國讀書後即定居美國。

## 生平
其父亲程明才是一位江浙菜厨师，專精於川揚菜，因國共內戰，1949年程正昌随父母搬迁至台湾台北市，其父親擔任圓山大飯店廚房長，曾為蔣中正總統掌廚。1963年，隨其父母移民日本橫濱，其父親繼續擔任廚師，程正昌就讀中華民國體系的橫濱中華學院高中部，為第九屆畢業生。
1966年，取得獎學金至美國就讀堪薩斯州贝克大学數學系，并遇见妻子蒋佩琪。1970年于贝克大学取得數學學士，進入美國密蘇里大學數學研究所，1972年取得數學碩士學位。在畢業後，程正昌搬至洛杉磯，在他親戚的餐廳中工作，其父母也一同搬到美國。在幾個月後，因為與表哥在經營上意見不同，程正昌向其表哥借貸，加上父親的積蓄與向美國聯邦小微企业署申請的贷款，在帕薩迪納頂下另一間餐廳，改名聚丰园餐厅（Panda Inn），於1973年6月開幕。1981年，其父親程明才過世。
1983年成立熊猫快餐，1993年已快速发展到100家门店。
1992年，開辦火缽先生（Hibachi-San）連鎖餐廳。

## 慈善
2011年向波莫纳加州州立理工大学柯林斯酒店管理学院捐赠250万美元，2017年3月向加州理工学院捐赠3000万美元，该校生物医学工程学院宣布以其夫妻二人名字命名。次月又向母校密苏里大学捐赠150万美元。

## 家庭
1975年和蒋佩琪结婚，育有三女，Andrea和Nicole负责家族企业，Michelle是一名学校教师。